# Gabriella Pallotta
Gabriella Pallotta (Roma, 6 ottobre 1938) è un'attrice italiana, attiva fino alla seconda metà degli anni settanta.

## Biografia

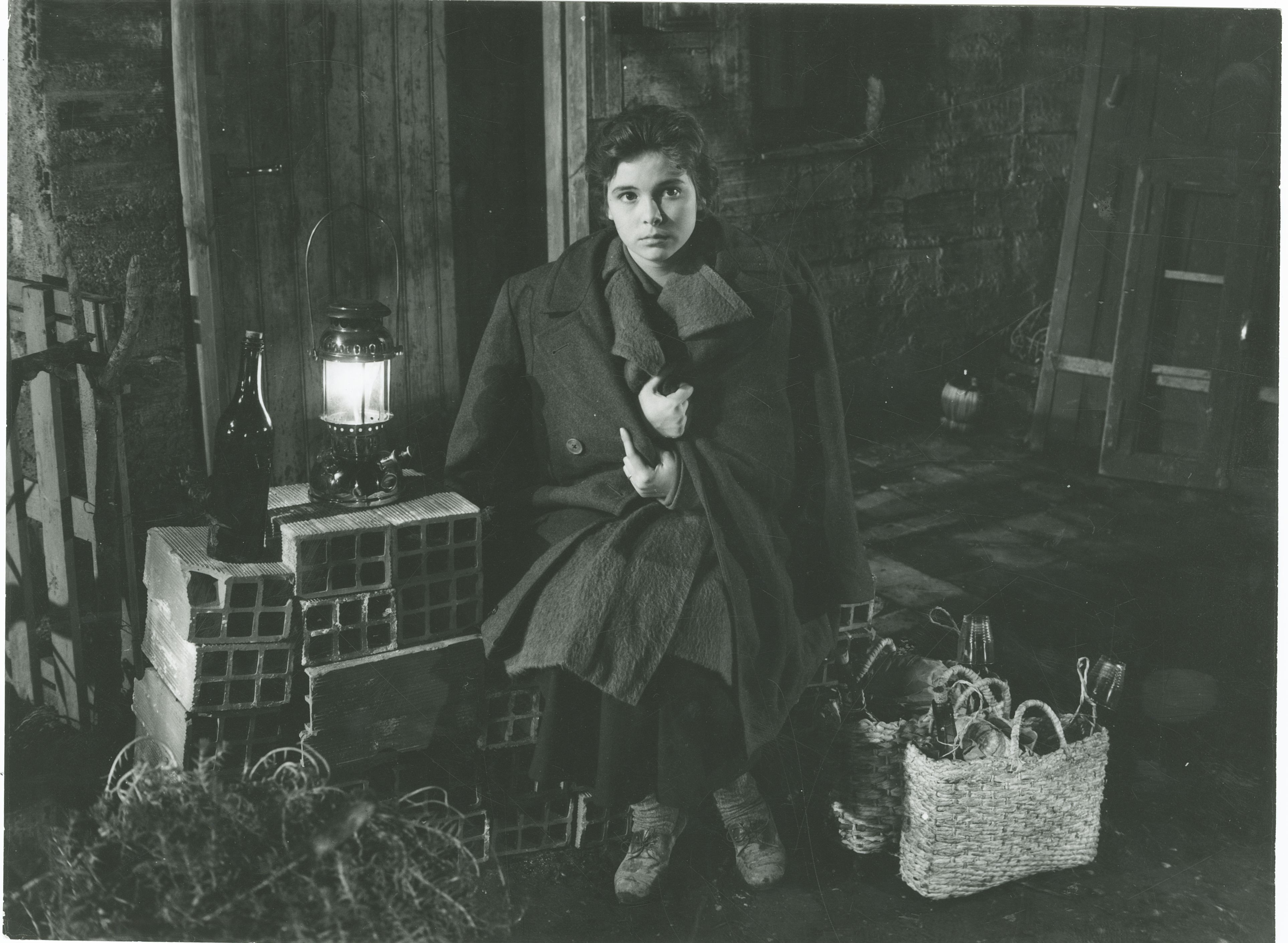
Gabriella Pallotta ne Il tetto, sua prima interpretazione

Studentessa di pianoforte, ha partecipato nel 1956 ai provini effettuati da De Sica per la ricerca della futura protagonista del film Il tetto, riuscendo a superare tutte le altre concorrenti.
L'uscita del film nelle sale le ha procurato una grande e improvvisa popolarità, culminata con la Noce D'oro assegnatale come migliore giovane attrice debuttante.
Scritturata in seguito da registi come Michelangelo Antonioni e Mario Monicelli, divenne una delle attrici più promettenti degli anni 50 , anche se i film successivi non le permetteranno di mantenere le promesse dei primi lavori.
Impegnata di frequente nei film commedia e nel cinema storico degli anni 50, ha lavorato insieme ad attori come Nino Manfredi e Walter Chiari, facendosi dirigere da importanti registi come Steno e Gianni Puccini.
È stata spesso scambiata, data la somiglianza, con la collega Lorella De Luca.
Saltuarie le sue partecipazioni alla prosa teatrale e televisiva. Chiuderà la sua carriera nel 1977.

## Filmografia

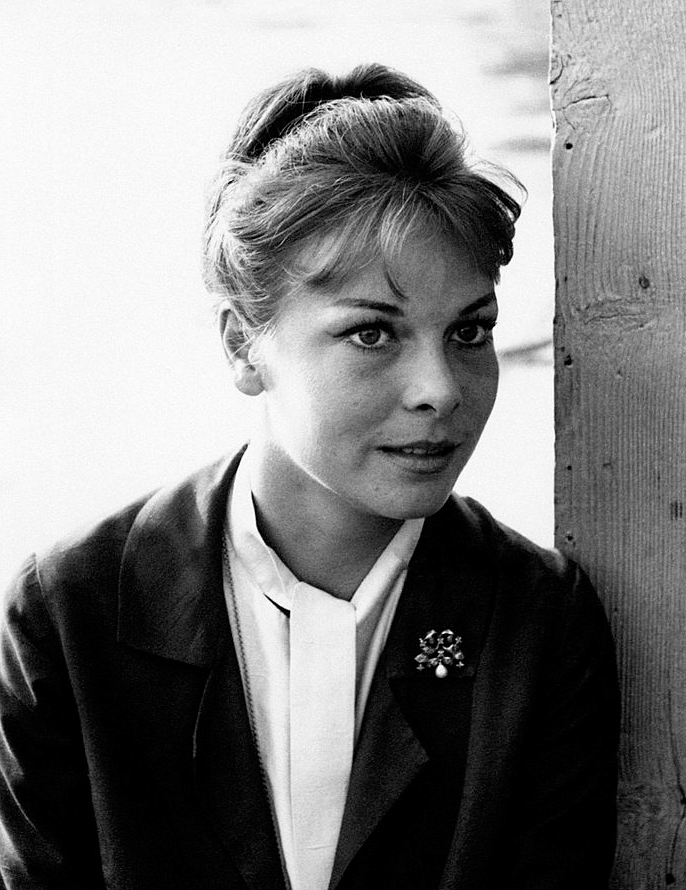
Gabriella Pallotta nel 1964

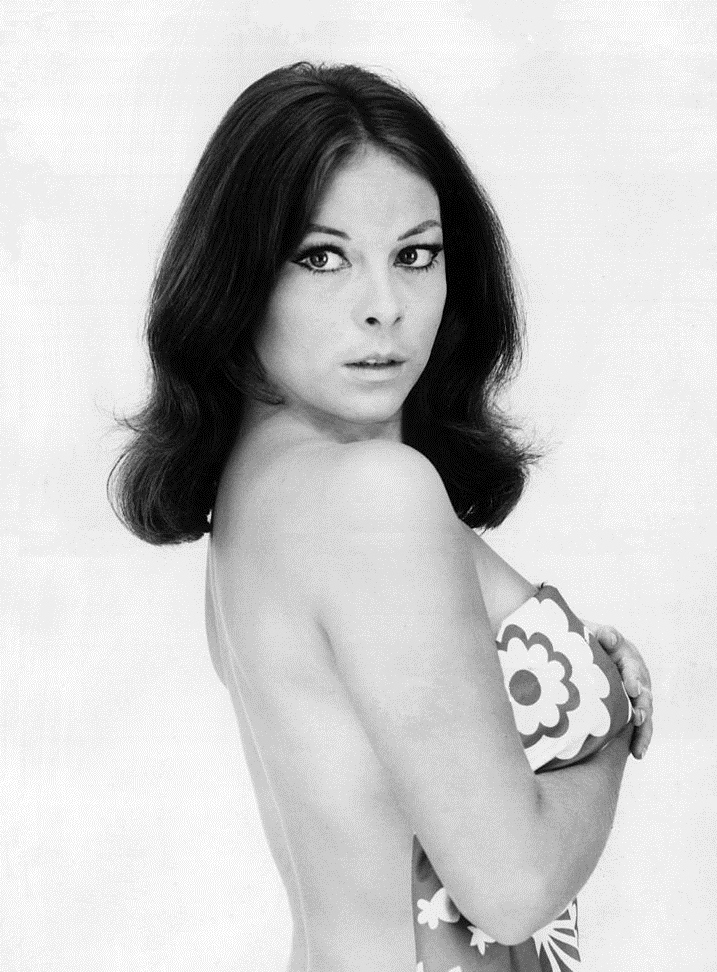
Gabriella Pallotta nel 1967

- Il tetto, regia di Vittorio De Sica (1956)
- Il grido, regia di Michelangelo Antonioni (1957)
- Il medico e lo stregone, regia di Mario Monicelli (1957)
- Gli italiani sono matti, regia di Duilio Coletti e Luis María Delgado (1958)
- Guardia, ladro e cameriera, regia di Steno (1958)
- Anna di Brooklyn, regia di Vittorio De Sica e Carlo Lastricati (1958)
- Valeria ragazza poco seria, regia di ti Guido Malatesta (1958)
- L'amico del giaguaro, regia di Giuseppe Bennati (1959)
- I cavalieri del diavolo, regia di Siro Marcellini (1959)
- I mongoli, regia di Leopoldo Savona (1961)
- Il giudizio universale, regia di Vittorio De Sica (1961)
- La viaccia, regia di Mauro Bolognini (1961)
- Madame Sans-Gêne, regia di Christian-Jaque (1961)
- Pranzo di Pasqua (The Pigeon That Took Rome), regia di Melville Shavelson (1962)
- Massacro al Grande Canyon, regia di Sergio Corbucci(1963)
- Il colosso di Roma, regia di Giorgio Ferroni (1964)
- La Bibbia (The Bible: In the Beginning...), regia di John Huston (1966)
- All'ombra delle aquile, regia di Ferdinando Baldi (1966)
- Il marinaio del Gibilterra (The Sailor from Gibraltar), regia di Tony Richardson (1967)
- I sette fratelli Cervi, regia di Gianni Puccini (1968)
- Vedove inconsolabili in cerca di... distrazioni, regia di Bruno Gaburro (1969)
- L'arbitro, regia di Luigi Filippo D'Amico (1974)
- Professore venga accompagnato dai suoi genitori, regia di Mino Guerrini (1974)
- Ride bene... chi ride ultimo, regia di Pino Caruso (1977)

### Doppiatrici
- Rita Savagnone in I cavalieri del diavolo, Il colosso di Roma, L'arbitro, Professore venga accompagnato dai suoi genitori
- Vittoria Febbi in I mongoli
- Maria Pia Di Meo in La viaccia
- Mirella Pace in All'ombra delle aquile

## Prosa televisiva RAI
- La commedia di Rugantino, regia di Guglielmo Morandi, trasmessa il 17 gennaio 1961.
- Champignol senza volerlo, regia di Silverio Blasi, trasmessa il 25 febbraio 1963.
- Pel di carota, regia di Silverio Blasi, trasmessa il 29 agosto 1963.
- Antonello capobrigante calabrese, regia di Ottavio Spadaro, trasmessa l'8 luglio 1964.
- La brava gente di Irwin Shaw, regia di Giuseppe Fina, trasmessa il 29 ottobre 1968.
- Nero Wolfe, serie televisiva, episodio "Per la fama di Cesare", regia di Giuliana Berlinguer, trasmesso il 21 e 28 marzo 1969.
- Papà Goriot di Honoré de Balzac, regia di  Tino Buazzelli, trasmessa il 6 e il 13 febbraio 1970.
- Un mese per morire di Janet Green, regia di Giacomo Colli, trasmessa l'8 novembre 1974.